# Pakualaman (vorstenland)
Het erfelijke vorstendom Pakualaman (Javaans: Kadipaten Pakualaman, koloniaal Nederlands: Pakoealaman), was een deel van het sultanaat Yogyakarta, dat tussen juni 1812 en maart 1813, tijdens de Engelse overheersing van Nederlands-Indië, werd opgericht als beloning voor de hulp die prins Natakusuma (ook Notokusumo) aan de Britse troepen had verleend in de strijd tegen het in opstand gekomen Yogyakarta.
De positie van Pakualaman ten opzichte van het sultanaat Yogyakarta was te vergelijken met die van Mangkunegaran in verhouding tot het 'sunanaat' Surakarta: Pakualaman werd evenals Mangkunegaran geregeerd door een jongere tak van de regerende familie (in Yogyakarta de familie Hamengkubuwono, in Surakarta de Pakubuwono-dynastie). Beide vorstendommen bestonden voornamelijk uit buitengebieden. In tegenstelling tot Mangkunegaran bezat Pakualaman slechts een symbolisch leger bestaande uit een kleine cavalerie- en infanterieafdeling, voornamelijk bestemd voor ceremoniële- en bewakingstaken. Deze legerafdelingen werden in 1892 opgeheven.
Van 1816 tot 1945 had Pakualaman binnen Nederlands-Indië de status van 'zelfbesturend' vorstenland. Na de onafhankelijkheid van Indonesië verkreeg Pakualaman, eerst zelfstandig en vanaf 1950 als deel van Yogyakarta, de benaming van 'bijzonder district' (Daerah Istimewa). De vorst van Pakualaman werd vicegouverneur van Yogyakarta.

## Lijst van vorsten van Pakualaman
- Paku Alam I (1812-1829)
- Paku Alam II (1829-1858)
- Paku Alam III (1858-1864)
- Paku Alam IV (1864-1878)
- Paku Alam V (1878-1900)
- Paku Alam VI (1901-1902)
- Paku Alam VII (1903-1938)
- Paku Alam VIII (1938-1998)
- Paku Alam IX (1998-2015)
- Paku Alam X (2016- )

## Geografie
Het oorspronkelijke vorstendom bestond uit een aantal kleine enclaves in en rond de stad Yogyakarta (onder andere de kraton, de alun-alun en de grote moskee van Pakualaman) en een verhoudingswijs grotere strook land langs de nabijgelegen zuidkust van Java. 

## Geboren
- Ki Hadjar Dewantara (Soewardi Soerjaningrat) - (1889-1959), politicus en verzetsstrijder